# Myrmeleon lineolus
Myrmeleon lineolus is een insect uit de familie van de mierenleeuwen (Myrmeleontidae), die tot de orde netvleugeligen (Neuroptera) behoort. 
Myrmeleon lineolus is voor het eerst wetenschappelijk beschreven door Rambur in 1842.